# Liste der denkmalgeschützten Objekte in Ried im Zillertal
Die Liste der denkmalgeschützten Objekte in Ried im Zillertal enthält die denkmalgeschützten, unbeweglichen Objekte der Tiroler Gemeinde Ried im Zillertal.

## Denkmäler
| Foto |                 | Denkmal                                                                                       | Standort                               | Beschreibung | Metadaten |
| ---- | --------------- | --------------------------------------------------------------------------------------------- | -------------------------------------- | --- | --- |
| ja   | Datei hochladen | Alter Friedhofsteil mit Friedhofskapelle HERIS-ID: 80589 Objekt-ID: 94332 TKK: 115688, 115687 | bei Großriedstraße 6 Standort KG: Ried | Der von einer Mauer umgebene Friedhof nordwestlich der Pfarrkirche wurde 1789 angelegt und 1973–1975 sowie 2016 erweitert. Die Friedhofskapelle wurde um 1975 anstelle eines älteren Vorgängerbaus errichtet. Die gemauerte Kapelle mit weit vorgezogenem und auf zwei Holzsäulen ruhendem Walmdach ist in einem großen, vergitterten Rundbogen geöffnet. Im Inneren befindet sich ein monumentales Kruzifix. | BDA-Hist.: Q38174170 Status: § 2a Stand der BDA-Liste: 2025-06-30 Name: Alter Friedhofsteil mit Friedhofskapelle GstNr.: 759, 760 Cemetery Ried im Zillertal                        |
| ja   | Datei hochladen | Kath. Pfarrkirche hl. Johannes der Täufer HERIS-ID: 55843 Objekt-ID: 64712 TKK: 14580         | Kirchweg 1 Standort KG: Ried           | Die Pfarrkirche wurde von 1773 bis 1778 erbaut, wobei das Westportal des gotischen Vorgängerbaus vom Ende des 15. Jahrhunderts einbezogen wurde. Der Turm erhielt ab 1789 seinen Zwiebelhelm. Im Inneren steht ein Hochaltar im Stil der Neurenaissance, und es sind Fresken aus dem 18. bis frühen 20. Jahrhundert erhalten. | BDA-Hist.: Q38068259 Status: § 2a Stand der BDA-Liste: 2025-06-30 Name: Kath. Pfarrkirche hl. Johannes der Täufer GstNr.: .1 Pfarrkirche hl. Johannes der Täufer, Ried im Zillertal |
| ja   | Datei hochladen | Widum HERIS-ID: 55844 Objekt-ID: 64713 TKK: 14574                                             | Kirchweg 2 Standort KG: Ried           | Der zweigeschoßige Mauerbau wurde ursprünglich als Sommerhaus der Adelsfamilie Tannenberg errichtet und 1761 zum Widum umgebaut. Die Fassaden sind mit Eckpilastern und umrahmenden Architekturmalereien an den Fensteröffnungen gestaltet. Das Haus ist auf beiden Seiten giebelseitig erschlossen über Segmentbogenportale mit Hausteingewände, im Südosten mit steinerner Freitreppe und vorgelagerter, verglaster Holzveranda. Im Zuge der Errichtung des Pfarrheimes südlich des Widums wurde die Veranda 1990 geöffnet und um eine weitere Holzveranda als Verbindung zum Pfarrheim ergänzt. | BDA-Hist.: Q38068269 Status: § 2a Stand der BDA-Liste: 2025-06-30 Name: Widum GstNr.: 2 Widum Ried im Zillertal                                                                     |
| ja   | Datei hochladen | Riedbergkapelle HERIS-ID: 80576 Objekt-ID: 94319 TKK: 14577                                   | Standort KG: Ried                      | Die aus dem 19. Jahrhundert stammende Marienkapelle wurde 1913 um eine Lourdesgrotte erweitert. An die gemauerte Kapelle schließt nördlich die Grotte aus Bruchsteinmauerwerk mit Satteldach und hölzernem Dachreiter an. Die Lourdesgrotte im Inneren zeigt Statuen der Madonna und der hl. Bernadette von Johann Sporer. | BDA-Hist.: Q38174152 Status: § 2a Stand der BDA-Liste: 2025-06-30 Name: Riedbergkapelle GstNr.: 476/1 Riedbergkapelle, Ried im Zillertal                                            |